# Fakopáncs Frici a nyári táborban
A Fakopáncs Frici a nyári táborban (eredeti cím: Woody Woodpecker Goes to Camp) 2024-ben bemutatott amerikai–ausztrál vegyes technikájú filmvígjáték, amelyet Jon Rosenbaum rendezett. A főbb szerepekben Mary-Louise Parker, Chloe de los Santos és Josh Lawson látható.
Amerikában és Magyarországon 2024. április 12-én mutatta be a Netflix.

## Cselekmény
Fakopáncs Frici egyre nagyobb zűrzavart okoz az erdőben, ezért az erdő vezetője, Max DePina, egy komoly beszélgetés után még egy esélyt ad Fricinek. Ha ezt nem fogadja el, akkor ki lesz tiltva az erdőből. Frici félénk és dühös, bizonyítani akar, ezért keresi a lehetőséget erre. Az erdőben repkedve végül egy „Woo Hoo tábor” nevű táborban talál otthonra. Frici itt telepedik le, és egyelőre gondtalanul élvezi az életet. Hamarosan azonban tanúja lesz egy táborcsoportnak, amely a másik tábor, a „Hoo Rah” ellen készül a terepjátékra. A felkészülés azonban nem igazán működik. Amikor a csoportot még ki is nevetik, Frici lehetőséget láta bizonyításra, mivel a főnyeremény egy érem, amely elismeri őt az erdő kedvelt állataként.
Míg Frici fokozatosan motiválja az egyes csapattagokat, egy régi ellensége, Szélhámos Bandi, köröz a táborban, és megpróbálja manipulálni a csapatokat, hogy magának szerezze meg a helyet. A táborok felszámolására tett kísérletei során ő maga is újra és újra kiesik. De aztán Bandi Fricire támad. Frici, meglepve és energikusan, meg akar szabadulni tőle, ami verekedéshez vezet a közösségi teremben. A Woo Hoo tábor csapatkapitánya, Angie, csalódott és elküldi Fricit. Belsőleg összetört, amíg meg nem találja Rozmár Karcsit. Trükkökkel és cselszövényekkel átveri Bandit, és rájön, ő próbálta manipulálni a táborokat. Frici figyelmeztetni akarja a táborokat, de senki sem hisz neki, ezért megígéri, hogy a Woo Hoo tábor nyerni fog – ha a csapat nem nyer, Frici nem kapja meg az érmet. Frici keményen edzi a csapatot, szakértelemmel és vezetői képességekkel, és így eljön a terepjátékok utolsó mérkőzése.
Az utolsó játék egy zászlócsata: az a csapat nyeri a terepjátékot, amelyik elsőként szerzi meg az ellenfél zászlaját. A Woo Hoo tábor számára a helyzet reménytelen, mert a Hoo Rah tábor túl erős. De ahelyett, hogy feladnák, stratégiát váltanak, és az egyes csapattagok erősségeire támaszkodnak. Végül a Woo Hoo tábor szerezte meg a zászlót. A győzelem után mindenki örül, és Frici megkapja a érmet. De a búcsúzás nehéz, mert Frici megtanulta, hogy az egyedüllét nem mindig a legjobb megoldás. Végül mégis visszarepül, és megmutatja az érmet, amellyel újra a erdei közösség tagja lesz.

## Szereplők
| Szereplő        | Eredeti hang             | Magyar hang          |
| --------------- | ------------------------ | -------------------- |
| Fakopáncs Frici | Eric Bauza               | Kassai Károly        |
| Szélhámos Bandi | Kevin Michael Richardson | Rosta Sándor         |
| Rozmár Karcsi   | Tom Kenny                | Botár Endre          |
| Szereplő        | Színész                  | Magyar hang          |
| Angie           | Mary-Louise Parker       | Zakariás Éva         |
| Maggie          | Chloe De Los Santos      | Engel-Iván Lili      |
| Zane            | Josh Lawson              | Csík Csaba Krisztián |
| J.J.            | Savannah La Rain         | Rácz Hajna           |
| Rose            | Esther Son               | Gergely Johanna      |
| Gus             | Evan Stanhope            | Rostás Ábel          |
| Orson           | George Holahan-Cantwell  | Gyetvai Martin       |
| Mikey           | Kershawn Theodore        | Pálinkás Márton      |
| Devin           | CC Dewar                 | Pekár Adrienn        |
| Kyler           | Ras-Samuel Weld A’abzgi  | Borbély Richárd      |
| rendőrtiszt     | Max DePina               |                      |
| Darren          | Anthony Craig            |                      |

### Magyar változat
- Magyar szöveg: Nacsa-Bán Zsanett
- Felvevő hangmérnök és vágó: Bogdán Gergő
- Keverő hangmérnök: Martyna Kacprowicz
- Gyártásvezető: Bogdán Anikó
- Szinkronrendező: Dobay Brtigitta
- Produkciós vezető: Orosz Katalin

A szinkront az Iyuno Hungary készítette el.

## A film készítése
2021-ben az Universal Pictures és az Universal 1440 Entertainment bejelentette a 2017-es Woody Woodpecker című film folytatását. A forgatás Melbourne-ben és Victoria régió különböző területein zajlott az év szeptemberétől decemberéig.

## Fogadtatás
A Rotten Tomatoes weboldalon 17%-os értékelést kapott 6 kritika alapján, az átlagértékelés 4,2 pont a 10-ből.

## Folytatás
Egy interjúban Jon Rosenbaum kijelentette, lehet, hogy elkészül a sorozat harmadik része.